# Схюлтинг, Сюзанне
Сюзанне Схюлтинг (нидерл. Suzanne Schulting; род. 25 сентября 1997 года) — нидерландская шорт-трекистка и конькобежка, 3-кратная чемпионка и 3-кратная призёр  11-кратная чемпионка мира и 4-кратная призёр чемпионатов мира, 17-кратная чемпионка Европы и 7-кратная призёр чемпионата Европы.

## Спортивная карьера
Сюзанне Схюлтинг выросла в деревне Уилеспронг, провинция Фрисландия. Впервые стала на коньки в раннем детстве и училась кататься на замёрзших каналах, которые находились вокруг дома её родителей. В восьмилетнем возрасте стала заниматься шорт-треком. Профессионально тренироваться начала на базе клуба «Shorttrack Thialf» под руководством Йеруна Оттера.
Уже в ноябре 2011 года Сюзанне в возрасте 14 лет участвовала на национальном чемпионате и заняла на дистанциях 500 и 1000 м 8-е место, а через год представляла нидерланды на зимних юношеских Олимпийских играх в Инсбруке. В 2013 впервые выступила на юниорском чемпионате мира в Варшаве в многоборье заняла 18-е место, в эстафете с командой была шестой. Следующие 2 года на юниорских первенствах она высоко не поднималась.
Первую медаль на соревнованиях международного уровня Схюлтинг выиграла во время чемпионата Европы по шорт-треку 2015 года в голландском — Дордрехте. Её команда в женской эстафете на 3000 м с результатом 4.18,174 заняла второе место, опередив соперниц из Венгрии (4.18,658 — 3-е место), но уступив первенство спортсменкам из России (4.18,084 — 1-е место).
На следующий год в январе на втором своём чемпионате Европы в Сочи выиграла две серебряные медали на 1000 и 1500 м, тем самым в многоборье стала третьей, а потом с партнёршами выиграла эстафету. Через неделю на чемпионате мира среди юниоров в Софии выиграла дистанцию 1500 м, затем в суперфинале вновь победила и завоевала серебро в общем зачёте, а также взяла бронзу в эстафете.
Участие на чемпионате Европы по шорт-треку 2017 года в итальянском Турине принесло в актив Схюлтинг бронзовую медаль, которая была добыта в эстафете на 3500 м, где голландские шорт-трекистки с результатом 4:18.446 заняли третье место. Первенство забега было отдано спортсменкам из Венгрии (4:17.195 — 2-е место) и Италии (4:17.166 — 1-е место).
Бронзовой медалью завершилось выступление Схюлтинг на чемпионате мира по шорт-треку 2017 года в голландском Роттердаме. В забеге на 1000 м с результатом 1:31.597 она финишировала третьей, уступив первенство соперницам из Канады (1:31.145 — 2-е место) и Великобритании (1:30.818 — 1-е место). В январе 2018 года на чемпионате Европы в Дрездене заняла второе место на дистанции 1000 м, уступив только итальянке Арианне Фонтане.
Зимние Олимпийские игры 2018 года являлись дебютными для Схюлтинг. Она была заявлена для участия в забеге на 500 м и эстафете на 3000 м. 10 февраля 2018 года во время забега на 500 м её занесло при повороте и Схюлтинг врезалась в ограждение. Это падение стояло ей призовых мест. 20 феврале в финале эстафеты Сюзанна с командой завоевала бронзу, а 22 числа на дистанции 1000 м одержала победу.
В марте на чемпионате мира в Монреале в эстафете заняла второе место с Ярой ван Керкхоф, Ларой Ван Рёйвен, Рианной де Врис. В ноябре на этапе Кубка мира в Калгари выиграла дистанции на 1000 и 1500 м, продолжила победой в Солт-Лейк-Сити на 1000 м и вторым местом на 500 м, и в декабре в Алматы вновь одержала победу на 1000 м и в эстафете.
В сезоне 2018/19 годов она подписала контракт с командой IKO по конькобежному спорту и планировала соревноваться как в шорт-треке, так и в конькобежном спорте, черпая вдохновение от своей соотечественницы Йорин тер Морс. В сезоне 2019/20 она не подписала контракт с командой IKO, но продолжала бегать на длинных дорожках на национальном первенстве.
В начале января 2019 стала второй на национальном первенстве после Лары ван Рёйвен. Через неделю Сюзанна выиграла в общей классификации чемпионат Европы в Дордрехте, одержала победу на 1500 м, в суперфинале и в эстафете. В феврале на Кубке мира в Дрездене и Турине выиграла золото на 1000 и 1500 м, следом на чемпионате мира в Софии выиграла в многоборье, а также в эстафете.
В 2020 году она выиграла в абсолютном зачёте чемпионат Европы в Дебрецене, при этом выиграла 5 золотых медалей. В феврале победила на 1500 м в Дрездене и Дордрехте на этапах Кубка мира, с марта все соревнования были отменены из-за пандемии коронавируса до конца года. В январе 2021 Сюзанна выиграла чемпионат Нидерландов и чемпионат Европы в Гданьске в общем зачёте второй год подряд, одержав пять побед. 
На домашнем чемпионате мира в Дордрехте в отсутствие Азиатских спортсменов Схюлтинг выиграла все дистанции и победила в индивидуальной классификации, став семикратной чемпионкой мира и первой нидерландской шорт-трекисткой, выигравшей 5 золотых медалей на одном чемпионате мира.
7 февраля 2022 года на Олимпийских играх в Пекине выиграла серебряную медаль на дистанции 500 метров. 11 февраля 2022 года Сюзанне выиграла золотую медаль соревнований по шорт-треку на дистанции 1000 м Олимпийских играх в Пекине. Таким образом, Схюлтинг повторила свой золотой успех Игр-2018 в Пхенчхане на этой дистанции. 13 февраля завоевала золотую медаль в женской эстафете, а 16 февраля стала бронзовым призёром в забеге на 1500 м.
В сезоне 2022/23 на первом этапе Кубка мира в Монреале Сюзанне выиграла золото на дистанциях 1000 и 1500 м, а также в эстафете, через неделю в Солт-Лейк-Сити была первой в забеге на 1000 м. В декабре на двух подряд этапах в Алма-Аты она одержала победы в беге на 500, 1000 и 1500 м и стала второй на 500 м и в эстафете. В январе 2023 года на чемпионате Европы в Гданьске стала обладателем 4-х золотых медалей и одной серебряной. В феврале на Кубке мира в Дордрехте и Дрездене Схюлтинг также выиграла в забегах на 500, 1000 м и обеих эстафетах. В марте на чемпионате мира в Сеуле выиграла золотые медали в беге на 1500 м, в обеих эстафетах и серебряную в беге на 500 м. 
В феврале 2024 года она вернулась после одиннадцати месяцев отдыха, приняв участие на Кубке мира в Дрездене и Гданьске, где взяла три золотые медали в двух женских, одной смешанной эстафетах. В том же феврале она заключила контракт с командой Жака Ори "Jumbo" до 2026 года. В марте на чемпионате мира в Роттердаме заняла 4-е место в забеге на 1000 м, где сломала лодыжку, столкнувшись в бельгийкой Ханне Десмет, после чего попала в больницу. Из-за своего падения в финале на дистанции 1000 м она не смогла принять участие в финале эстафеты с женской командой и в смешанной эстафете. Ранее на дистанциях 500 м и 1500 м она заняла соответственно 10-е и 15-е места.

## Награды
- 2018 год - названа голландской спортсменкой года и названа лучшим конькобежцем женского шорт-трека в Нидерландах на гала-концерте Ard Schenk Awards.
- 23 марта 2018 года - награждена орденом Оранских-Нассау офицерской степени.[15]